# 세나 1세
세나 1세(Sena I, 826년 ~ 866년)는 9세기 시대 아누라다푸라 왕국의 람바카나 제2왕조 제13대 군주였다.

## 생애
843년에, 아버지 다풀라 3세 군주의 붕어와 친형 아가보디 9세 군주의 등극을 모두 목도하였으며 그로부터 3년이 지난 846년에, 친형이 향년 29세로 붕어한 직후 아누라다푸라 왕국의 구세대 귀족들한테 왕위에 추대되어 보령 20세로 보위를 승계 및 등극하였다.
즉위 10년차 시절이던 953년에, 배다른 조카(세나 2세)를 후계자(後繼者)로 전격 책립하였으며 그로부터 13년 후 그는 866년에 갑자기 복막염으로 인한 괴저로 인하여 향년 40세로 붕어(서거)하였다. 그가 붕어한 직후 배다른 조카 세나 2세 군주가 보령 30세로 보위를 승계 및 등극하였다.

## 같이 보기
- 스리랑카의 역사